# 安徽国润茶业祁门红茶老厂房
安徽国润茶业祁门红茶老厂房，又名贵池茶厂，是一个位于中国安徽省池州市贵池区的文物保护单位，始建于1951年4月，专门加工祁门红茶以及少量贵池本地绿茶，2003年因国有企业改制而停产。
2017年12月，安徽国润茶业祁门红茶老厂房入选第二批中国20世纪建筑遗产。